# Cratere Lowalangi
Lowalangi è un cratere sulla superficie di Rea.